# Rèquiem (Kozłowski)
El Rèquiem en mi bemoll menor, per a quatre veus i orquestra, fou compost per Józef Kozłowski per la mort de l'últim rei de Polònia Estanislau August Poniatowski (1732-1798), encarregat pel mateix rei abans de la seva mort i estrenat el 25 de febrer de 1798 a Sant Petersburg.

## Origen i context
El 1786, Kozłowski es trasllada a Rússia on després de conèixer al príncep Grigori Potiomkin, aquest l'introdueix a la cort imperial de Caterina II.

## Representacions
És en aquests anys en què compon el que seria el primer rèquiem compost a Rússia. Alguns dels millors artistes del moment van prendre part de la representació dirigida pel mateix compositor. Amb aquesta majestuosa missa de rèquiem, Kozłowski va rendir els darrers honors al monarca que va morir en una terra estrangera.
Aquesta obra va esdevenir una icona de la música polonesa i russa, i va ser sovint executat a Polònia i a Rússia. Així, el 24 de novembre de 1804 es representà per les exèquies del compositor i violinista Ivan Mane Jarnović.
Kozłowski va escriure un altre rèquiem per la mort de l'emperador Alexandre I.